# Tetsushi Yamakawa
Tetsushi Yamakawa (山川 哲史?, Yamakawa Tetsushi; Amagasaki, 1º ottobre 1997) è un calciatore giapponese, difensore del Vissel Kōbe.

## Statistiche

### Presenze e reti nei club
Statistiche aggiornate all'8 dicembre 2024.
| Stagione               | Club                   | Campionato             | Campionato | Campionato | Coppe nazionali | Coppe nazionali | Coppe nazionali | Coppe continentali | Coppe continentali | Coppe continentali | Altre coppe | Altre coppe | Altre coppe | Totale | Totale |
| Stagione               | Club                   | Comp                   | Pres       | Reti       | Comp            | Pres            | Reti            | Comp               | Pres               | Reti               | Comp        | Pres        | Reti        | Pres   | Reti   |
| ---------------------- | ---------------------- | ---------------------- | ---------- | ---------- | --------------- | --------------- | --------------- | ------------------ | ------------------ | ------------------ | ----------- | ----------- | ----------- | ------ | ------ |
| 2016                   | Tsukuba Daigaku        | -                      | -          | -          | CG              | 1               | 0               | -                  | -                  | -                  | -           | -           | -           | 1      | 0      |
| 2017                   | Tsukuba Daigaku        | -                      | -          | -          | CG              | 3               | 0               | -                  | -                  | -                  | -           | -           | -           | 3      | 0      |
| Totale Tsukuba Daigaku | Totale Tsukuba Daigaku | Totale Tsukuba Daigaku | -          | -          |                 | 4               | 0               |                    | -                  | -                  |             | -           | -           | 4      | 0      |
| 2020                   | Vissel Kōbe            | J1                     | 5          | 0          | CdL             | 0               | 0               | ACL                | 5                  | 0                  | SG          | 0           | 0           | 10     | 0      |
| 2021                   | Vissel Kōbe            | J1                     | 29         | 0          | CG+CdL          | 2+1             | 0               | -                  | -                  | -                  | -           | -           | -           | 32     | 0      |
| 2022                   | Vissel Kōbe            | J1                     | 28         | 1          | CG+CdL          | 2+1             | 0               | ACL                | 4                  | 0                  | -           | -           | -           | 35     | 1      |
| 2023                   | Vissel Kōbe            | J1                     | 26         | 0          | CG+CdL          | 1+3             | 0               | -                  | -                  | -                  | -           | -           | -           | 30     | 0      |
| 2024                   | Vissel Kōbe            | J1                     | 37         | 3          | CG+CdL          | 3+1             | 0               | ACL                | 4                  | 0                  | SG          | 1           | 0           | 46     | 3      |
| Totale Vissel Kōbe     | Totale Vissel Kōbe     | Totale Vissel Kōbe     | 125        | 4          |                 | 14              | 0               |                    | 13                 | 0                  |             | 1           | 0           | 153    | 4      |
| Totale carriera        | Totale carriera        | Totale carriera        | 125        | 4          |                 | 18              | 0               |                    | 13                 | 0                  |             | 1           | 0           | 157    | 4      |

## Palmarès

### Club

#### Competizioni nazionali
- Supercoppa del Giappone: 1

Vissel Kōbe: 2020
- Campionato giapponese: 2

Vissel Kōbe: 2023, 2024
- Coppa dell'Imperatore: 1

Vissel Kōbe: 2024

### Nazionale
- Universiade: 1

2019